# Copa del Rey de hockey patines 2007
La Copa del Rey de hockey patines 2007 fue la sexagésima cuarta edición de la Copa del Rey de este deporte. La sede única fue la ciudad de Alcoy y los encuentros se disputaron en el Pabellón Francisco Laporta.
Se disputó entre los 7 mejores equipos de la OK Liga 2006-07 en la primera vuelta de la liga y el Enrile PAS Alcoy como equipo anfitrión, según el sorteo efectuado el 31 de enero de 2007.
Los partidos se jugaron entre el 1 de marzo y el 4 de marzo de 2007.
El campeón de esta edición fue el FC Barcelona, que consiguió su decimoséptimo título de copa.

## Equipos participantes
- Enrile PAS Alcoy
- FC Barcelona
- Reus Deportiu
- HC Liceo
- CP Vic
- Blanes HCF
- CE Noia
- CP Vilanova

## Resultados
|  | Cuartos de final | Cuartos de final |              |               | Semifinales | Semifinales |  |               | Final      | Final      |  |
|  | 1 y 2 de marzo   | 1 y 2 de marzo   |              |               | 3 de marzo  | 3 de marzo  |  |               | 4 de marzo | 4 de marzo |  |
|  |                  |                  |              |               |             |             |  |               |            |            |  |
|  |                  |                  |              |               |             |             |  |               |            |            |  |
|  | Reus Deportiu    | 5                |              |               |             |             |  |               |            |            |  |
|  | Reus Deportiu    | 5                |              |               |             |             |  |               |            |            |  |
|  | CP Vilanova      | 2                |              |               |             |             |  |               |            |            |  |
|  | CP Vilanova      | 2                |              | Reus Deportiu | 2           |             |  |               |            |            |  |
|  |                  |                  |              | Reus Deportiu | 2           |             |  |               |            |            |  |
|  |                  |                  | CE Noia      | 1             |             |             |  |               |            |            |  |
|  | CE Noia          | 5                | CE Noia      | 1             |             |             |  |               |            |            |  |
|  | CE Noia          | 5                |              |               |             |             |  |               |            |            |  |
|  | PAS Alcoy        | 3                |              |               |             |             |  |               |            |            |  |
|  | PAS Alcoy        | 3                |              |               |             |             |  | Reus Deportiu | 1          |            |  |
|  |                  |                  |              |               |             |             |  | Reus Deportiu | 1          |            |  |
|  |                  |                  | FC Barcelona | 3             |             |             |  |               |            |            |  |
|  | HC Liceo         | 3                | FC Barcelona | 3             |             |             |  |               |            |            |  |
|  | HC Liceo         | 3                |              |               |             |             |  |               |            |            |  |
|  | Blanes HCF       | 1                |              |               |             |             |  |               |            |            |  |
|  | Blanes HCF       | 1                |              | HC Liceo      | 2           |             |  |               |            |            |  |
|  |                  |                  |              | HC Liceo      | 2           |             |  |               |            |            |  |
|  |                  |                  | FC Barcelona | 5             |             |             |  |               |            |            |  |
|  | FC Barcelona     | 2                | FC Barcelona | 5             |             |             |  |               |            |            |  |
|  | FC Barcelona     | 2                |              |               |             |             |  |               |            |            |  |
|  | CP Vic           | 1                |              |               |             |             |  |               |            |            |  |
|  | CP Vic           | 1                |              |               |             |             |  |               |            |            |  |
|  |                  |                  |              |               |             |             |  |               |            |            |  |

## Final
| Fecha                       | Hora  | Partido       | Partido | Partido      |
| --------------------------- | ----- | ------------- | ------- | ------------ |
| 4 de marzo                  | 17:00 | Reus Deportiu | 1-3     | FC Barcelona |
| Pabellón: Francisco Laporta |       |               |         |              |